# راي بان وايفارير

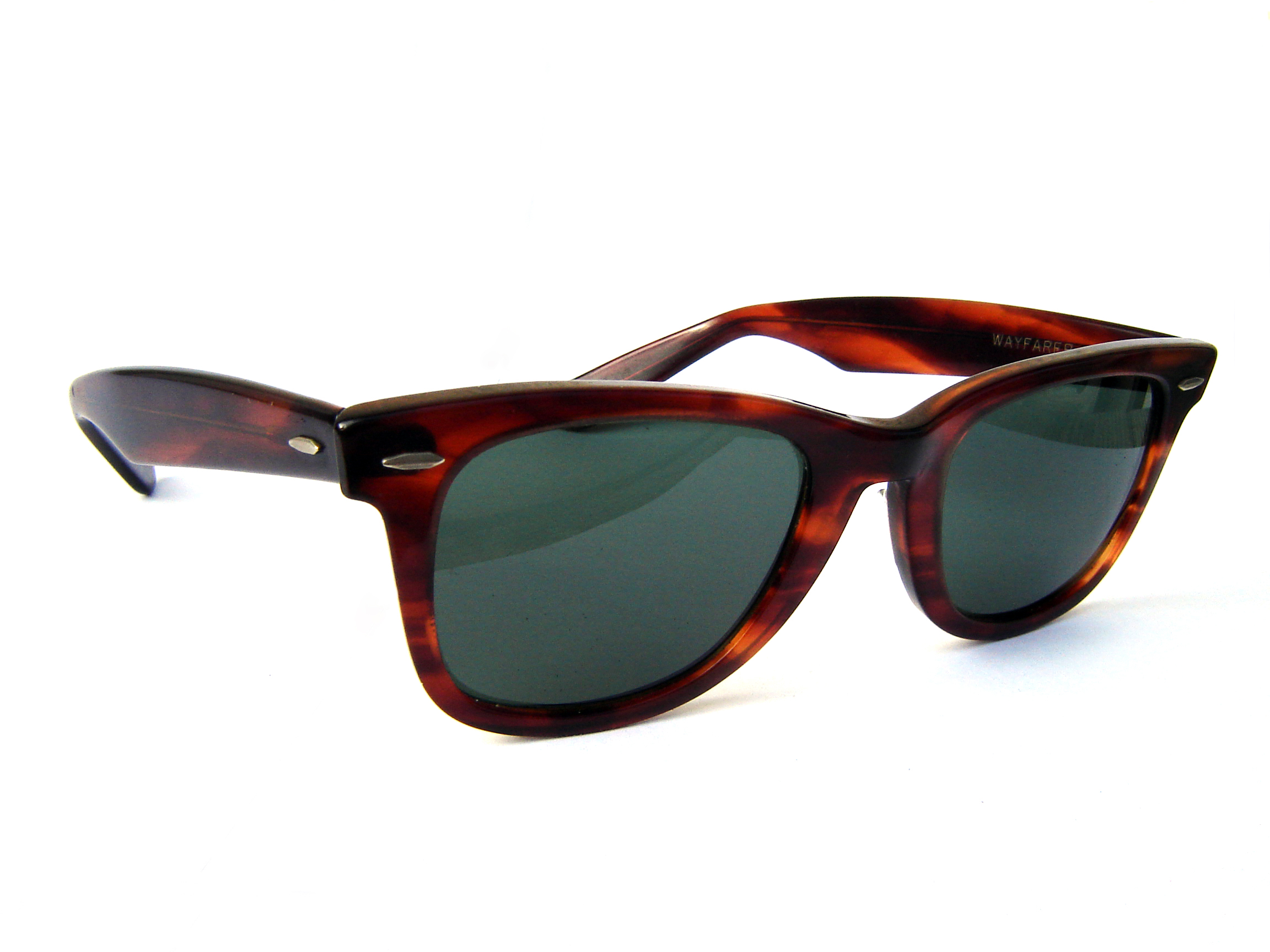
نظارة شمسية Ray-Ban Wayfarer الكلاسيكية من ثمانينيات القرن الماضي (تُظهر الصورة الموديل B & L5022، يتوفر أيضًا نموذج آخر يسمى B & L5024، وهو أعرض بمقدار 2 مم عند جسر الأنف ولكنه متطابق بخلاف ذلك)

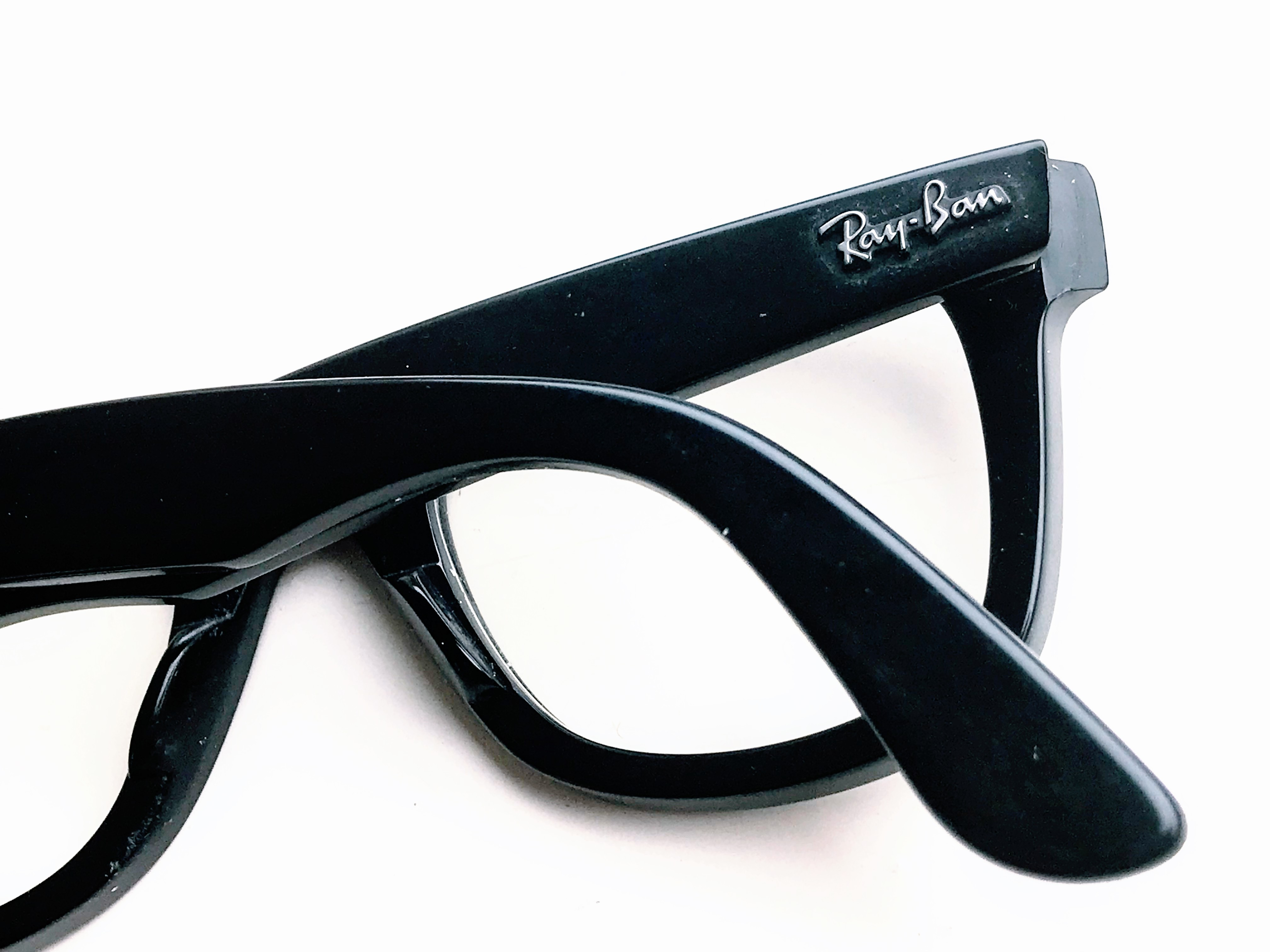
شعار Ray-Ban على Classic Wayfarer (RB5121)

راي بان وايفارير (بالإنجليزية: Ray-Ban Wayfarer)‏ هي نظارات شمسية تم تصنيعها بواسطة راي بان في عام 1956، والتي بدورها تنتمي إلى مجموعة لوكسوتيكا الإيطالية منذ عام 1999. تمتعت وايفارير بشعبية مبكرة في الخمسينيات والستينيات من القرن الماضي، وعادت إلى الشعبية مرة أخرى بعد طرح منتج عام 1982. حدث إحياء ثانٍ في منتصف العقد الأول من القرن الحادي والعشرين.

## التصميم والشعبية المبكرة

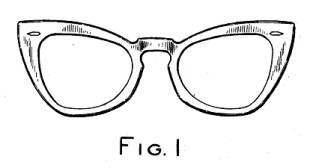
الشكل 1، براءة اختراع التصميم الأمريكية رقم 169995

تم تصميم وايفارير في عام 1952 من قبل المصمم البصري الأمريكي ريمون ستيجمان، الذي عمل في بوش ولومب، الشركة الأم لـ راي بان في ذلك الوقت. التصميم مستوحى من "كراسي كلاسيكية في منتصف القرن لمنافسة ايمز وزعانف ذيل كاديلاك". وفقًا للناقد التصميمي ستيفن بايلي، فإن "الإطار شبه المنحرف المميز يتحدث بلغة غير لفظية تشير إلى خطورة غير مستقرة، ولكن يتم تلطيفها بشكل جيد من خلال الأذرع القوية التي تمنح الإطارات "مظهرًا ذكوريًا"، وفقًا للإعلان. تتميز النظارات الشمسية أيضًا بتكنولوجيا صب البلاستيك الجديدة.

## السبعينيات والثمانينيات

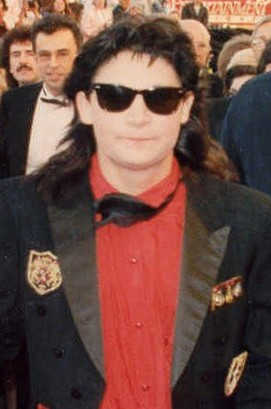
الممثل كوري فيلدمان يرتدي ملابس وايفارير في حفل توزيع جوائز الأوسكار ، 1989

بعد ذروة وايفارير في الخمسينيات والستينيات، انخفضت المبيعات. على الرغم من أن شعبية وايفارير الثقافية كانت مدعومة في عام 1980 بفيلم البلوز الاخوة، تم بيع 18000 زوج فقط في عام 1981، وكان وايفارير على وشك التوقف. في عام 1982، وقعت راي بان صفقة بقيمة 50000 دولار سنويًا مع شركة "وضع منتج فريد" في بوربانك (كاليفورنيا)، لوضع راي بان في الأفلام والبرامج التلفزيونية. بين عامي 1982 و1987، ظهرت النظارات الشمسية راي بان في أكثر من 60 فيلمًا وبرنامجًا تلفزيونيًا سنويًا، واستمر الجهد حتى عام 2007. كان ارتداء توم كروز لنظارة وايفارير في فيلم 1983 "ريسكي بيزنس" أحد المواضع الرئيسية، وفي ذلك العام تم بيع 360 ألف زوج. أدت المظاهر الإضافية في أفلام مثل نادي الإفطار، وسلسلة مثل ميامي فايس وضوء القمر، إلى مبيعات تصل إلى 1.5 مليون سنويًا.
كما كان العديد من الموسيقيين يرتدون نظارات وايفارير، بما في ذلك روي أوربيسون، ومايكل جاكسون، وجورج مايكل، وريك أستلي، وبيلي جويل، وجوني مار، وديبي هاري بلوندي، مادونا، وديبيش مود، وإلفيس كوستيلو، وأعضاء يو تو وكوين، بالإضافة إلى شخصيات عامة مثل ماكس هيدروم وجاك نيكلسون  وآنا وينتور.
غالبًا ما تحتوي روايات بريت إيستون إليس على إشارات إلى وايفارير. تضمنت الكلمات التي ذكرت أسلوب النظارات أغنية دون هينلي «أولاد الصيف» عام 1984، والتي تضمنت القصيدة الغنائية «لقد تم تسريح هذا الشعر للخلف وتلك التي تجلس على الطريق، يا حبيبي». يُظهر الفيديو الموسيقي لكوري هارت «النظارات الشمسية في الليل» الفنانين وهم يرتدون وايفارير في الظلام. استجابة لهذه المواضع، توسعت راي بان من طرازين في عام 1981 إلى حوالي 40 نموذجًا بحلول عام 1989.

## التسعينيات

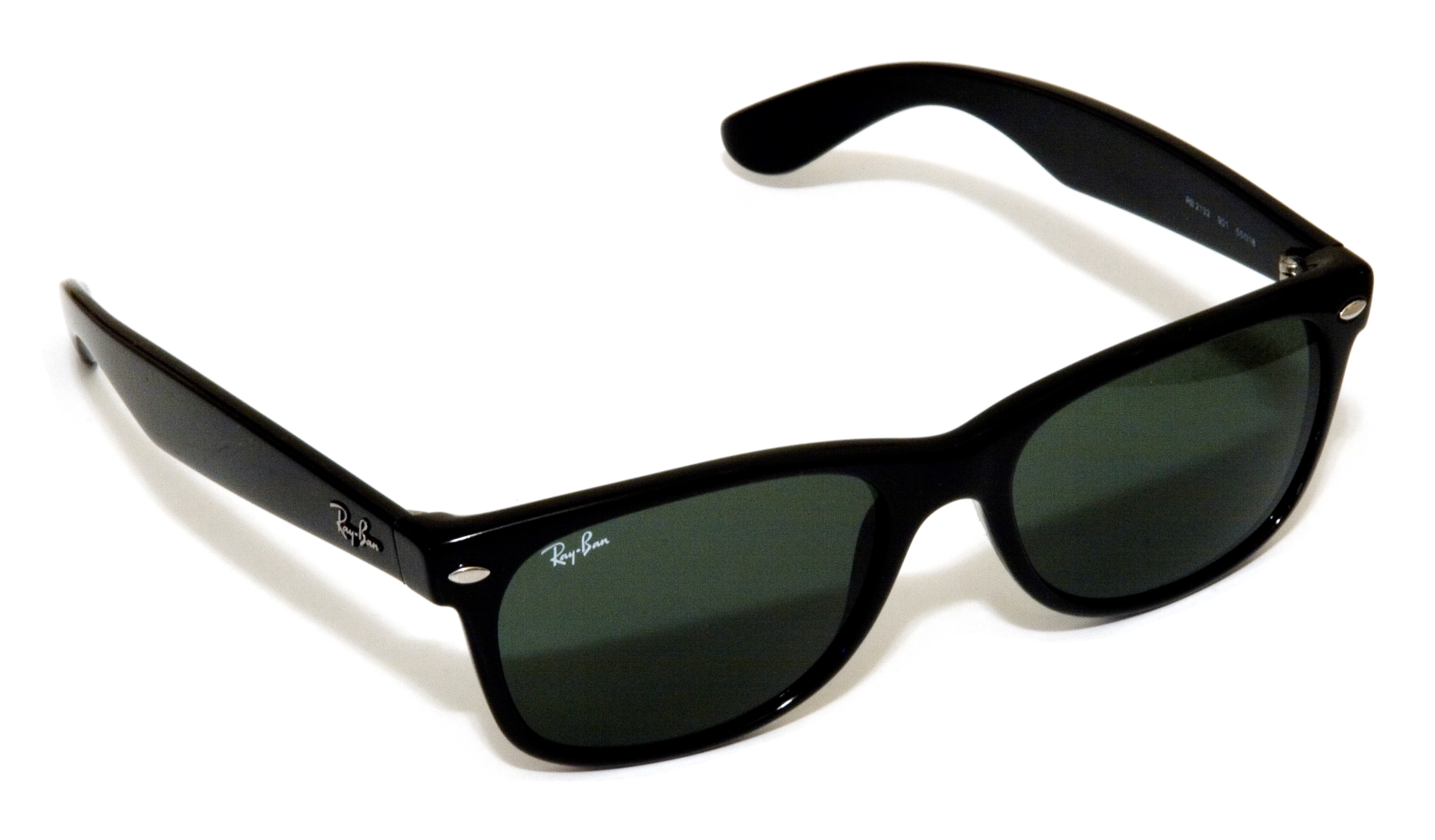
نظارة راي بان نيو وايفارير (RB2132901L)

مع بداية التسعينيات، أصبحت الإطارات مرة أخرى غير شعبية. خلال فترة الركود في التسعينيات، كانت الشركة الأم لشركة راي بان، بوش ولومب، تواجه ضغوطًا من منافسين مثل أوكلي. في عام 1999، باع بوش ولومب جهاز راي بان لشركة لوكسوتيكا أ.إيطاليا مقابل 640 مليون دولار. في عام 2001، خضع وايفارير لعملية إعادة تصميم كبيرة (RB2132)، حيث تم جعل الإطارات أصغر حجمًا وأقل زاوية، وتغيرت من الأسيتات إلى البلاستيك المحقون الأخف. كانت التغييرات تهدف إلى تحديث نمط الإطارات خلال فترة عدم الشعبية وتسهيل ارتدائها (الميل السابق للإطارات جعلها من المستحيل أن تثبت فوق رأس المرء، على سبيل المثال).

## الالفية
أعيد وايفارير إلى الموضة في أواخر العقد الأول من القرن الحادي والعشرين عندما بدأت الشخصيات العامة بما في ذلك كلوي سيفيني وماري كيت أولسن في ارتداء إطارات كلاسيكية. عندما لاحظت وايفارير أن وايفارير القديمة كانت تباع بأسعار كبيرة على موقع إيباي، بدأت إعادة تقديم تصميم وايفارير الأصلي (RB2140) في عام 2007. طراز RB2140 مطابق للموديل الأصلي B & L5022، باستثناء «الأزرار» المعدنية الموجودة على أذرع الصدغ والتي تم استبدالها بشعار راي بان والعدسة اليمنى وتحمل الآن الشعار أيضًا. (اعتبارًا من عام 2007، كانت وايفارير متوفرة في أنماط وايفارير الأصلي ووايفارير الجديد). كانت إستراتيجية تسويق راي بان ثلاثية الأبعاد: العودة إلى التصميم الأصلي المتمرد للنظارات الشمسية، وحملة إعلانية «حادة» و«أحداث علاقات عامة رفيعة المستوى»، واستخدام وسائط جديدة مثل ماي سبيس للتواصل مع المستهلكين. كانت المبيعات في عام 2007 أعلى بنسبة 231٪ مما كانت عليه في عام 2006 في سيلفريدج بلندن؛ اعتبارًا من أكتوبر 2007، كانت وايفارير هي ثالث أفضل طراز مبيعًا لمجموعة لوكسوتيكا.

## تصميمات مماثلة

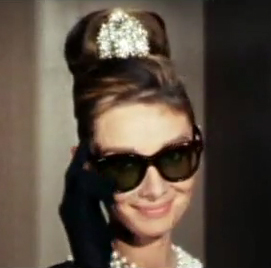
النظارات الشمسية التي ترتديها أودري هيبورن في "بريكفاست آت تيفانيز"، على الرغم من تعريفها باسم وايفاريرز، هي في الواقع «مانهاتن» من قبل أوليفر جولدسميث.

أثناء إحياء وايفارير في العقد الأول من القرن الحادي والعشرين، تم إنتاج العديد من تصميمات النظارات الشمسية المستوحاة من وايفارير الأصلية بواسطة مصممين غير منتسبين إلى راي بان. صمم جرانت كراجيكي من غراي أنت نسخة كاريكاتورية أكبر من النظارات «صارمة للغاية لدرجة أنه من الأفضل ارتداؤها من قبل أولئك الذين يتمتعون بروح الدعابة». وشملت النظارات الشمسية الأخرى المستوحاة من وايفارير هوليس أوليفر بيبولز و REM Eyewear s كونفيرس وتصميمات مختلفة في خطوط جوسي كوتور وهوغو بوس وكيت سبيد ومارك جاكوبس وكاينون بولارايزد 2008. بين يوليو وسبتمبر 2008، بدأ تجار التجزئة بيع وايفارير بدون إطار.